# Саламанка (Гуанахуато)
Саламанка (исп. Salamanca) — город и административный центр одноимённого муниципалитета в мексиканском штате Гуанахуато. Численность населения, по данным переписи 2010 года, составила 160 169 человек.

## История
В 1603 году город основал Бартоломе Санчес Торрадо.